# Hartmut Stegemann (Politiker)

Hartmut Stegemann

Hartmut Stegemann (* 14. November 1908 in Niederschönhausen; † 22. Januar 1987 in Moers) war ein deutscher Politiker (NSDAP) und SA-Führer.

## Leben und Wirken
Nach dem Besuch der Mittelschule der Königlichen Lehrerseminars Spandau (1914 bis 1921) und der Städtischen Mittelschule in Spandau (1921 bis 1925) absolvierte Hartmut Stegemann eine kaufmännische Lehre. Bis 1930 war er Filialleiter. Im selben Jahr begann er hauptamtlich in der Hitler-Jugend tätig zu werden. 1933 übernahm er Aufgaben als Gebietsführer der Kurmark. Stegemann erreichte innerhalb der SA den Rang eines Standartenführers.
Von 1933 bis 1935 war Stegemann Hauptschriftleiter des Märkischen Adlers. Ebenfalls von 1933 bis 1937 war er Gauorganisationsleiter des Gaues Kurmark. Außerdem war er Kreisleiter und Beauftragter der NSDAP.
Von März 1936 bis zum Ende der NS-Herrschaft im Frühjahr 1945 war Stegemann Abgeordneter des nationalsozialistischen Reichstags für den Wahlkreis 5 (Frankfurt, Oder). Am 9. März 1943 leitete er das Hauptorganisationsamt der NSDAP.
Hartmut Oskar Wilhelm Stegemann war verheiratet und hat vier Kinder, eine Tochter und drei Söhne. Nach dem Krieg kam er über seine Frau, eine gebürtige Rheinländerin, ins Rheinland, zunächst Bad Godesberg (heute Stadtbezirk von Bonn), danach nach Oberwinter, heute Stadtteil von Remagen.
Zwei seiner sechs Brüder starben im Widerstand.